# Атлантически съвет на САЩ
Атлантическият съвет на САЩ е неправителствена организация, която насърчава конструктивното лидерство и ангажираност в международните отношения въз основа на централната роля на атлантическата общност за справяне с глобалните предизвикателства.
Съветът е основан през 1961 г. Десетте регионални центрове и функционалните програми на Съвета допринасят за формирането на съвременни политически решения и насърчават трансатлантическите стратегии за напредък на международната сигурност и глобалния икономически просперитет. Централата на Атлантическия съвет е във Вашингтон, САЩ.

## Програми и центрове
- Трансатлантически отношения – програмата насърчава диалог по основните въпроси, които влияят на развитието на трансатлантическите отношения; [2]
- Брент Скаукрофт център за международна сигурност – центърът за международна сигурност разглежда отношенията на САЩ със съюзниците и противниците в опит да се изгради консенсус около политики, които допринасят за по-стабилен, сигурен и добре уреден свят; [3]
- Глобален бизнес и икономика – тази програма работи, за да доразвие и укрепи икономическата интеграция между Европа и САЩ, както и да насърчи трансатлантическо лидерство в глобалната икономика;[4]
- Център за Южна Азия – центърът се фокусира върху Афганистан, Пакистан, Индия, Бангладеш, Шри Ланка, Непал и Бутан, както и върху отношенията на тези страни с Китай, Централна Азия, Иран, арабския свят, Европа и САЩ. Като част от програмата за Азия на Съвета, центърът е насочен към насърчаване на партньорството с ключови институции в региона, за да се утвърди като форум за диалог между вземащите решения в Южна Азия, САЩ и НАТО; [5]
- Енергия и околна среда – програмата „Енергия и околна среда“ изследва икономическите и политическите аспекти на енергийната сигурност и доставки, както и международни въпроси за околната среда; [6]
- Център „Евразия“ (Dinu Patriciu Eurasia Center) – центърът насърчава диалога между регионалните лидери, както и с колеги от ключовите съседи и световни лидери. Комбинирайки по-задълбоченото разбиране на историята на Евразия с опит в областта на политиката, икономиката и енергетиката, центърът осигурява изследвания и консултации на правителствата и бизнеса в световен мащаб; [7]
- Млад атлантик – стартира на Срещата на върха на НАТО през 2008 г., мрежата „Млад атлантик“ събира общност от лидери, които споделят визията за евроатлантическо сътрудничество, основано на общи ценности; [8]
- Център за Африка – центърът е създаден през септември 2009 г. с мисия да подпомогне сътрудничеството на САЩ и Европа с Африка, като се набляга на изграждането на силни геополитически партньорства с африканските държави и на засилване на икономическия растеж и просперитет на континента; [9]
- Център за Близкия изток „Рафик Харири“ – центърът анализира силите, преобразуващи региона, както и дава препоръки за политиката на САЩ и Европа за начините за насърчаване на по-тесни и по-продуктивни връзки с региона; [10]
- Център за Латинска Америка (Adrienne Arsht Latin America Center) – центърът насърчава партньорството между Латинска Америка, САЩ и Европа, основано на трансатлантическите ценности и общите стратегически интереси, и ангажира своята мрежа от политически, бизнес, неправителствени организации и предприемачи да развиват политики и бизнес лидери, които търсят иновативни решения за регионалните и глобалните предизвикателства.[11]

## Ръководство на Атлантическия съвет
Ръководството на Атлантическия съвет се състои от Борд на директорите и от Международен консултативен съвет. Понастоящем в Борда на директорите участват:
- Джон Хънтсман – председател;
- Фредерик Кемпе – президент и главен изпълнителен директор;
- Заместник-председатели – Робърт Абернети, Ричард Еделман, Бойдън Грей, Ричард Уолсън, Виргиния Мюлбъргър, Девиер Пиърсън, Джон Студжински;
- В Борда на директорите участват и директорите на отделните звена, почетни директори и пожизнени директори. [12]

Международният консултативен съвет се състои от влиятелна група от международни бизнес и политически лидери, които консултират Президента и Борда на директорите на Атлантическия съвет. Консултативният съвет е съставен изцяло от председатели и висши ръководители на успешни международни компании, както и от утвърдени бивши политически лидери. Сред членовете на Международния консултативен съвет са:
- Джоузеф Акерман – председател на Zurich Insurance Group Ltd;
- Шаукат Азис – бивш министър-председател на Пакистан;
- Хосе Мариа Азнар – бивш министър-председател на Испания;
- Збигнев Бжежински – съветник по национална сигурност на бившия президент на САЩ - Джими Картър;
- Боб Мориц – председател и съдружник, Price water house Coopers;
- Рупърт Мърдок – председател и главен изпълнителен директор, News Corporation;
- Цветан Василев – председател на Надзорния съвет на Корпоративна търговска банка АД;
- Пол Полман – главен изпълнителен директор, Uniliver;
- Лорд Робъртсън – бивш главен секретар на НАТО. [13]

## Публикации
Атлантическият съвет издава множество публикации и резюмета за важни глобални предизвикателства, вариращи от глобалната роля на НАТО до енергийната сигурност. Пълен списък на публикациите на Атлантическия съвет може да бъде намерен на уебсайта на Атлантическия съвет. 